# Marià de Grau
Marià de Grau i Rigolf (Reus, 1737 - 1799) va ser un jurista, terratinent i polític català.
Era descendent de Simeó Grau, nascut a Cervera i elevat a ciutadà honrat el 1678. El seu pare, Josep de Grau, s'instal·là a Reus en casar-se amb Gertrudis Rigolf el 1735, hereva del doctor en Dret Manuel Rigolf, reusenc. Josep de Grau, també jurista, va ser catedràtic a la Universitat de Cervera del 1746 fins a la seva jubilació el 1776. Marià de Grau exercí d'advocat a Reus i heretà el patrimoni de la seva mare, sobretot terres de bona producció. Vinculat al sectors conservadors de la ciutat, va ser alcalde de Reus el 1775 i 1776, síndic procurador general el 1780 i regidor el 1795. Durant el seu mandat d'alcalde, el 16 d'abril de 1775, va aconseguir autorització del Capità General de Catalunya Philippe de Cabannes, per a continuar amb les obres de la carretera de Reus a Salou, suspeses el 1774 per qüestions econòmiques. Es van posar nous impostos sobre béns de consum per a finançar-la. Es casà amb Isabel de Miró, neboda de Francesc de Miró i Roig, de la rica i coneguda família dels Miró reusencs. Un germà seu, Manuel de Grau i Rigolf, seguí la carrera militar, i durant la Guerra del Francès organitzà grups armats de resistència. Manuel de Grau va ser també, més endavant, alcalde de Reus.